# Robert Beck (pentathlon moderne)
Pour les articles homonymes, voir Robert Beck (homonymie) et Beck.
Robert Lee Beck, né le 30 décembre 1936 à San Diego (Californie) et mort le 2 avril 2020 à San Antonio (Texas), est un pentathlonien et un escrimeur américain.

## Biographie
Robert Beck remporte deux médailles de bronze, en individuel et par équipe, aux Jeux olympiques d'été de 1960 à Rome. Il est également médaillé de bronze par équipe aux 1961 à Moscou. Il est double médaillé d'or, en individuel et par équipe, aux Jeux panaméricains de 1963 à São Paulo et médaillé d'or en épée par équipe aux Jeux panaméricains de 1971 à Cali.
Il est diplômé de médecine à l'université Harvard et sert en tant qu'officier à l'US Navy.
Il meurt de la maladie à coronavirus 2019 le 2 mai 2020 à San Antonio.

## Palmarès

### Jeux olympiques
- 1960 à Rome,  Italie
  -  Médaille de bronze en pentathlon moderne individuel
  -  Médaille de bronze en pentathlon moderne par équipe [3]

### Championnats du monde
- 1961 à Moscou,  Union soviétique
  -  Médaille de bronze en pentathlon moderne par équipe

### Jeux panaméricains
- 1971 à Cali,  Colombie
  -  Médaille d'or en épée par équipe
- 1963 à São Paulo,  Brésil
  -  Médaille d'or en pentathlon moderne individuel
  -  Médaille d'or en pentathlon moderne par équipe